# Ocean (Wheatley)
Ocean ist ein Gedicht der afroamerikanischen Dichterin Phillis Wheatley (1753–1784).
Das Gedicht war vermutlich für Wheatleys zweiten Gedichtband vorgesehen, der jedoch nie erschien. Seine Existenz wurde 1998 bekannt, als ein privater Anbieter das Manuskript beim Auktionshaus Christie’s zur Versteigerung anbot. Es erzielte einen Preis von $68.500. Es wurde 1999 erstmals in der Fachzeitschrift Early American Literature publiziert.

## Inhalt
Das Gedicht wurde offenbar an Bord des Seglers verfasst, auf dem Wheatley im Spätsommer 1773 von England nach Massachusetts zurückkehrte. Das Gedicht beginnt mit einer konventionellen Anrufung der Musen. Der zweite Teil, der rund die Hälfte des Gedichts ausmacht, hat die Erschaffung des Ozeans zum Gegenstand. Die Dichterin ergeht sich dabei in einer Vielzahl von Verweisen auf die griechische Mythologie – Chaos, Neptun, Aiolos, Europa und so fort – wobei sich Anleihen bei Alexander Popes Ilias-Übersetzung nachweisen lassen. Wheatley hatte in London eine achtzehnbändige Werkausgabe Popes erstanden und führte diese an Bord mit sich. Die zweite Hälfte des Gedichts verarbeitet eine Episode, die sich offenbar an Bord des Schiffes ereignete: der Kapitän (ein Kap. Calef, im Gedicht nur als „C---f“) hatte einen das Schiff begleitenden Adler geschossen, sehr zum Missfallen der Dichterin, die nun den Vogel (genannt Iscarion) anruft. Zum Ende hin verliert das Werk merklich an inhaltlichem wie formalem Zusammenhalt.